# 哥斯拉 (2014年电影)
《哥斯拉》是一部由英國導演加雷斯·愛德華執導的2014年美國科幻怪獸電影，是「哥斯拉電影系列」的重啟、以及第二部由美國拍攝的哥斯拉影片，上一部同名影片於1998年上映。本作也是傳奇影業的怪獸宇宙的第一部作品，由亞倫·泰勒-強森、伊莉莎白·歐森、渡邊謙、茱麗葉·畢諾許、莎莉·霍金斯、大衛·史崔森及布萊恩·科蘭斯頓主演。故事講述一位美軍在趕回家人身邊過程中，無意間牽扯進史前巨獸哥吉拉以及兩隻寄生型怪獸穆透的「鬥爭」之中。
本片於2014年5月16日在美國和台灣上映，在票房和口碑上均獲得成功，儘管哥吉拉在電影中出現時間過短、以及人物發展問題獲得批評。但電影的成功讓東寶製作一部在2016年上映的重啟作品，而傳奇電影公司則繼續發展本作續集以及怪獸宇宙系列，而續集作品《哥吉拉 II 怪獸之王》已於2019年5月21日上映。

## 劇情
1954年，美軍在比基尼环礁一帶進行的核爆實驗將方圓几百里内的島嶼均夷為平地，試圖消滅一隻即將上岸的龐然大物。1999年，隸屬負責探索古老生物的秘密組織「君主計劃」（Project Monarch）的日裔科學家芹澤豬四郎與助手薇薇安·葛拉罕，前去調查菲律賓的一座發生塌陷的採礦場，於地下勘驗時找到一組巨大古老生物化石，並發現化石旁邊寄生著兩個具有放射性的巨型細胞；一個處於休眠狀態，另一個已經破殼釋出某種幼獸並逃入太平洋。幼獸順著洋流遊到日本雀路羅市（Janjira）核電站地底結繭生長，獲取核輻射作為食物。但牠從地底入侵時造成核洩漏，而身在核電站中的美國核工程師喬·布洛迪察覺到不尋常的地震現象，同時悲痛地目睹同事兼妻子珊卓伴隨著隊伍困在反應堆中不幸罹難，而雀路羅市很快被軍方封鎖變成核輻射隔離區。
十五年後，喬與珊卓的兒子福特參軍當上美國海軍爆炸品處理課中尉，得到休假回到美國舊金山和妻小艾兒和山姆團圓，偶然得知喬因為私闖雀路羅市隔離區而被逮捕，其自從妻子身亡後開始走火入魔地調查核事故真相。福特到東京將喬保釋，喬表示自己私闖禁地只是想回到老家房子，拿到當年的核電站震源的數據資料來證明觀點，最後堅持說服福特陪他再次回去。於是，父子倆冒險闖進雀路羅市，首先發現地區完全無輻射反應，雖然成功回到老家拿回資料，但走前還是被巡邏隊抓捕。父子倆被帶至棄置核電站，該地區已被君主計劃建立監察站，觀察反應爐上覆蓋的某種物質形態的蛹。
芹澤剛好身為監察站的負責人，經過多次震動和基地停電，才得知巨型蛹中的生物已將三個反應堆吸食乾淨。蛹內的一隻翅膀巨獸直接破繭逃出、嚴重破壞基地，當時站在吊車通道上的喬直接從高處墜落，福特親眼目睹巨獸張開翅膀飛至天際。第七艦隊迅速趕來接管局勢，擔任專家的芹澤將喬和福特父子一同帶至日本海的薩拉托加號航空母艦上；海軍上將威廉·史坦茲將巨獸命名為「巨型不明陸上生物」，簡稱「穆透」。喬最終傷重離世，芹澤向福特對於沒能阻止巨獸逃出所引發的事故表示歉意後，為他講解巨獸歷史以及穆透的由來，重點講解一頭君主計畫致力研究的史前頂級掠食者「哥吉拉」，認為牠是唯一能夠恢復大自然“平衡”的王者。福特向芹澤供述自己父親生前提到的動物回聲定位法，讓眾人解答出穆透一直通過這種定位法來呼喚某隻生物。
穆透摧毀一艘俄軍核潛艇，將其帶到夏威夷歐胡島上進食核彈。牠的存在引出棲息海底的哥吉拉，上岸時因體形龐大而在檀香山造成海嘯，在當地機場與穆透正面交鋒，迫使勢單力薄的穆透很快飛走，哥吉拉則立刻回到海裡追隨。當薩拉托加號等軍艦開始跟隨哥吉拉時，另一個被君主計劃從菲律賓地底尋獲並移交給美軍、十五年來封存在內華達尤卡山核廢料處置庫的休眠蛹，孵化出第二體形更為龐大的雌性穆透，其聽見雄穆透的呼喚後摧毀拉斯維加斯並往舊金山灣前進。史坦茲等軍方決定實施將一顆核彈運至海上引爆以殺死所有怪獸的誘餌戰術，只有芹澤和薇薇安堅決反對這個方法。福特搭軍方運輸機至美國加州，為了盡快回去舊金山而搭上運送核彈的火車護送隊，途中親自完善核彈頭上的計時裝置。但火車在運送中途受到雌穆透襲擊，只有福特一人落入河中倖免於難。
舊金山市民被緊急撤離至奧克蘭，軍方在火車殘骸營救福特後，將完好無損的核彈繼續用船往海上運輸。雄穆透從高空飛下將核彈取走，與到達城市的雌穆透會合後，在唐人街挖地下洞建立巢穴。哥吉拉穿過金門大橋趕到城市，和兩隻穆透正面交鋒。由於整座城市受到核武威脅，史坦茲只好派遣海豹部隊去城市處理核彈，獲救的福特也加入突擊隊行列。全員透過高空軍事跳傘至面目蒼夷的舊金山，趁哥吉拉和兩隻穆透交戰時趕到巢穴，獲取核彈卻無法打開計時器開關，只能將核彈抬到碼頭的觀光渡輪上，再運往海面上自行引爆。福特在走前打開地下燃油，將整個巢穴澆油放火炸毀。
哥吉拉在戰鬥中成功殺死雄穆透，而雌穆透發現牠的卵都被燒死後，開始追殺並殲滅跑到碼頭的突擊隊。福特趁機跑過來啟動船隻往海上航行卻被雌穆透截住，哥吉拉用原子吐息噴進雌穆透的體內而將牠燒斷頭至死，獲勝後也因力盡而倒在城市裡，福特被軍隊的直升機救上去後，核彈被船運至遠方於遠處海平面上引爆。戰後，福特來到避難民眾聚集的體育場裡，最終和艾兒和山姆相擁而一家團圓。軍方開始在舊金山搜救倖存者時，倒下的哥吉拉深吸一口氣後再度爬起來，在所有市民的注視下潛入回海裡，慢慢消失在海平面上。

## 角色
- 亞倫·泰勒-強森 飾演 福特·布洛迪（Lt. Ford Brody）：美國海軍爆炸品處理課（英语：Explosive ordnance disposal (United States Navy)）中尉，專長拆彈爆破。童年時陪父母在日本雀路羅市安居，然而母親不幸在核電站喪生。如今回到日本打算接自己父親回家，但間接成為怪獸襲擊的解救人員。CJ·亞當斯（英语：CJ Adams）飾演年幼的福特。
- 渡邊謙 飾演 芹澤豬四郎（Dr. Ishirō Serizawa）：日籍核物理學家，君主計畫的主力科學家之一，父親死於廣島與長崎原子彈爆炸，畢生的精力都用來研究怪獸上面，尤其對哥吉拉最為崇敬。角色名致敬1954年《哥吉拉》電影要角芹澤大助、包括該作導演本多豬四郎，其在往後許多的怪獸特攝電影擔任導演。
- 伊莉莎白·歐森 飾演 艾兒·布洛迪（Elle Brody）：福特的妻子，舊金山總醫院（英语：San Francisco General Hospital）的護士，幽默、樂觀又善良，重視自己的家人感情，堅信福特無論如何都會趕回她和兒子身邊。
- 茱麗葉·畢諾許 飾演 珊卓·布洛迪（Sandra Brody）：福特的母親，陪家人住在日本，身為原子能管制委員會的一員，擔任雀路羅市核電站的安全顧問。
- 莎莉·霍金斯 飾演 薇薇安·葛拉罕（Dr. Vivienne Graham）：芹澤的學生兼左右手，君主計畫的科學家之一，知識淵博，跟在芹澤身邊學習多年。
- 大衛·史崔森 飾演 威廉·史坦茲（Adm. William Stenz）：美國海軍第七艦隊上將，在穆透追擊行動中擔任總指揮官，雖然相信芹澤的見解，但更為在乎民眾的安全。
- 布萊恩·科蘭斯頓 飾演 喬瑟夫·「喬」·布洛迪（Joseph "Joe" Brody）：美國核物理學家，福特的父親，雀路羅核電站的主工程師，在十五年前的核洩漏事故中痛失妻子，此後變成試圖揭開事故真相的陰謀論者。

TJ·史托姆以動態捕捉形式扮演哥吉拉，一頭外形類似蜥蜴的史前頂級掠食者，自1954年的核爆實驗後被君主計劃隱瞞其存在。其他演員包括卡森·博爾德（Carson Bolde）飾演山姆·布洛迪（Sam Brody），福特和艾兒的五歲兒子。李察·T·瓊斯飾演羅素·漢普頓（Capt. Russell Hampton），美國海軍第七艦隊上校。維克多·羅薩克飾演崔·莫羅拉斯（Sgt. Tre Morales），福特在回程路上結伴同行的美軍中士。派屈克·薩邦圭飾演馬庫斯·華爾茲（MSgt. Marcus Waltz），美國空軍軍士長，協同福特等士兵行動。
傑瑞德·凱索飾演率領海豹部隊進行高空軍師跳傘的隊長，而阿爾·薩培恩查飾演希德斯頓（Huddleston），雀路羅穆透監察站的保全主管。布萊恩·馬金森飾演韋倫（Dr. Whalen），雀路羅穆透監察站的科學家。凱薩琳·羅格·哈格奎斯特飾演馬丁內斯（PO #1 Martinez），薩拉托加號上的士官。傑克·庫納南飾演彰男（Akio），福特在檀香山機場碰見的日裔小男孩。山村憲之介飾演隆史（Takashi），喬在雀路羅核電站的助手。金川弘敦飾演隼人（Hayato），雀路羅核電站中的操作員。蓋瑞·查克和克里斯蒂安·泰西耶分別飾演雀路羅核電站的站長史坦·華許（Stan Walsh）以及一位核電站技術員。
出演過多部哥吉拉系列電影的日本演員寶田明原本在電影中客串過一位移民局官員，但他的戲份最終在成片中被刪減。導演蓋瑞斯·愛德華後來表示自己“十分後悔”刪除他的戲份，儘管沒出現在電影中，寶田明的名字依然在片尾演員表上出現。

## 製作

### 企劃
2004年的《哥吉拉 最後戰役》上映後，東寶發表以後十年不再製作哥吉拉電影的宣言，並且拆卸眾多哥吉拉電影所製作海洋場景的泳池。《哥吉拉對黑多拉》（1971年）的導演 坂野義光 從東寶那獲得把該作品作為基礎IMAX 3D的短篇電影的製作，但是沒有得到贊助商，之後的2007年，坂野遇到美國製片人布莱恩·罗杰斯，開始製作計畫。2009年罗杰斯向传奇电影公司提出，轉而製作長篇電影的企劃。
2009年8月，據報導2012年東寶將與传奇电影公司合作拍新的美國版《哥斯拉》，2010年3月29日，传奇电影公司已收購哥斯拉的權利浮出水面。传奇电影公司與华纳兄弟共同製作，共同出資重新啟動系列的宣佈。《酷斯拉 (電影)》（1998年）的製片商三星电影公司的授權於2003年到期。传奇电影公司規劃新的哥斯拉是個接近原作的新作而不是像酷斯拉電影裡「鬣蜥生物」。传奇电影公司董事長兼CEO的托马斯·图尔說「哥斯拉是全球領先的流行文化偶像，我們作為一個愛好者，想製作一部給愛好者的電影看」。作為製片人丹·林（英語），羅伊·李（英語），傳奇的塔爾道格·戴維森，Jon Jashni與罗杰斯跟坂野也參與。
2010年9月环球影业舉行的「3D會議」，布莱恩·罗杰斯表示計劃2012年公開。重啟版將採用全CG的哥斯拉登場的寫實作品，哥斯拉與其它怪獸對決，《GODZILLA》同軍隊作戰的構想。當時互聯網上傳出传奇电影公司送給東寶的哥斯拉的頭像是冒牌貨，後來證明是愛好者的造謠，传奇电影公司透露，希望重振哥斯拉與該公司復興的蝙蝠俠一樣讓哥斯拉復活。
2010年10月，《Latino Review》誌上，有關兩個哥斯拉的項目傳聞被報導。1個是劇組接見導演葛雷摩·戴托羅，不過被葛雷摩·戴托羅本人否認。令一個報導，則是传奇电影公司籌備由Travis Beacham提的劇本环太平洋的企劃，它使用哥斯拉電影的基礎，「舞台為邪惡的怪物威脅地球未來，地球人們團結起來，充分利用先進技術戰鬥」的內容報導。但隨後，《Latino Review》誌撤銷這個報導。
2010年10月14日，《HitFix》的娛樂新聞根據其他的媒體，報導大卫·卡拉哈姆寫電影的劇本。
2011年1月4日，《荷里活報道》誌上，報導劇組接見英国的導演加雷斯·爱德华，此外，也報導大卫·卡拉哈姆退出編劇工作。2011年1月12日，爱德华與Timur Bekmambetov一起合作劇本。宣佈與爱德华合作契約，也發表大卫·卡拉哈姆所寫的草稿將重新改寫。
2011年7月，大衛·S·高耶參與劇本改寫，同年11月聘請Max Borenstein來玩成更完善的劇本。
2012年9月，传奇电影公司宣佈於2014年5月16日上映3D及IMAX 3D電影。日本由東寶，其他各國則由華納兄弟配給。同時传奇电影公司把亞歷克斯·加西亞和Patricia Whitcher加入到執行製作人（製作總指揮）。2012年10月，传奇电影公司由德魯·皮爾斯研磨劇本的最後定稿，調整主要角色的年齡。
2013年1月6日，製片人丹·林和羅伊·李離開製作團隊。《荷里活報道》兩人在金錢方面及創造性方面和工作室意見不一致。1月9日，传奇电影公司起訴林丹，羅伊·李，道格·戴維森。根據起訴書传奇电影公司打算解雇他們並要求三人遵照契約支付違約金。令一方面三人則主張契約無效，並要求賠償。
2013年1月7日，追加劇本執筆法蘭·達拉本特，Mary Parent加入到製片人陣容被報導出來。達拉本特接受採訪時表示「《哥斯拉》電影我們會看到，哥斯拉廣島和長崎的原子彈，當時我們美國人去做核試驗的隱喻」，以「自然生出的驚異」描述這次的哥斯拉。1月9日，華納兄弟打算在哥斯拉以外讓2隻怪獸登場，情節的展開以士兵為中心被報導。
2013年1月7日，2012年秋邀請喬瑟夫·高登-李維參與演出，遭到拒絕，亨利·卡維爾、史考特·麥奈利、凱勒布·蘭德里·瓊斯為演員候補被報導出來。1月10日，传奇电影公司的其他演員候補亞倫·強森像也抱有興趣被報導。布萊恩·科蘭斯頓和伊丽莎白·奥尔森參予演出也被報導。2013年的英国电影学院奖的頒獎典禮上奥尔森承認有參予演出。茱麗葉·畢諾許和大衛·史崔森已經進一步簽署一份合約。2013年3月18日，發表渡邊謙參与演出。同日也宣佈 宝田明 將客串演出。職員說，宝田的演出「與原版《哥斯拉》具有象徵性聯結此次的作品」。2013年4月5日報導莎莉·霍金斯參予演出。
布萊恩·科蘭斯頓在拍攝過程中接受採訪，說：「本作的描述方法與斯蒂芬·斯皮尔伯格的大白鯊相似，不是公開地暴露哥斯拉的身姿，只是暗示那個存在感，引導觀眾感到恐懼的演出」。
當電影在美國上映之後，導演接受「商業內幕」專訪且親口證實：「初代男主角宝田明的所有客串鏡頭都被剪光，最主要是因為電影片長的考量。」

### 拍攝
片攝影於2013年3月18日在溫哥華島的纳奈莫周邊開始，取景地包括温哥华会议中心、卑诗体育馆、赛普拉斯省立公园和温哥华东部。随后转战里士满的史蒂夫斯顿，大型战斗场景于该地蒙克顿街拍摄，约200名士兵参与摄制，众多军用车辆登场，另一个场景摄于芬恩斯劳的渔人码头。其他镜头于温哥华岛、纳奈莫周边及不列颠哥伦比亚省维多利亚拍摄，涉及其他群众演员的场景摄于高贵林的工业园。
夏威夷州的檀香山和东京机场攝影为模拟会展中心场景，而温哥华的其余拍摄地用于模拟旧金山、东京和菲律宾的场景。拍摄期间也用到伯纳比的加拿大电影公园，摄制组在那里搭建唐人街街道、武藤巢的巨大天坑及长达120米的部分金门大桥等场景。2013年6月-7日，摄制组再次在夏威夷檀香山拍外景。2013年6月2日，超过2000人报名在夏威夷参加群众演员，其中200名在拍摄全程中被雇佣，包括在威基基海滩灾难镜头中出现。影片中的双马绍尔群岛为欧胡岛东部。据《好莱坞报道》所述，影片预计在7月13日-14日杀青。
2013年7月18日殺青。可是，根據參演本片的演員渡邊謙在2014年3月10日的『森田一義時間 笑一笑又何妨！』（富士電視臺）節目中表示，似乎仍有追加補拍鏡頭。
亚伦·泰勒-约翰逊在接受采访时表示，片中镜头多为外景，很少使用绿幕，摄制组成员比以往的规模的都要小，“（整部电影）几乎是独立制作”，CGI是后期才加上的元素。
攝影師由西默斯·麥葛維擔任，他使用了配备Panavision公司的C系列变形镜头的阿萊Alexa摄影机。部分时间设定在1954年的場景，使用了1960年代的鏡頭，给人以“遥远时代的感觉”。这样会使效果得到加强，尽管会数字中频出现颜色分级，但麦葛维指出：“我想要的是一个带柔和色彩和扩散亮点的被剥离的感觉，期间略带距离感，为此我研究了许多相关照片和杂志，想让黑色融进洋红色的色调。”虽然电影是以3D形式上映，到这部分镜头会以2D形式呈现。麦葛维是带着2D的观念来拍摄这部电影的，他本人在影院观看3D电影的经历使他不喜欢用3D拍摄设备。

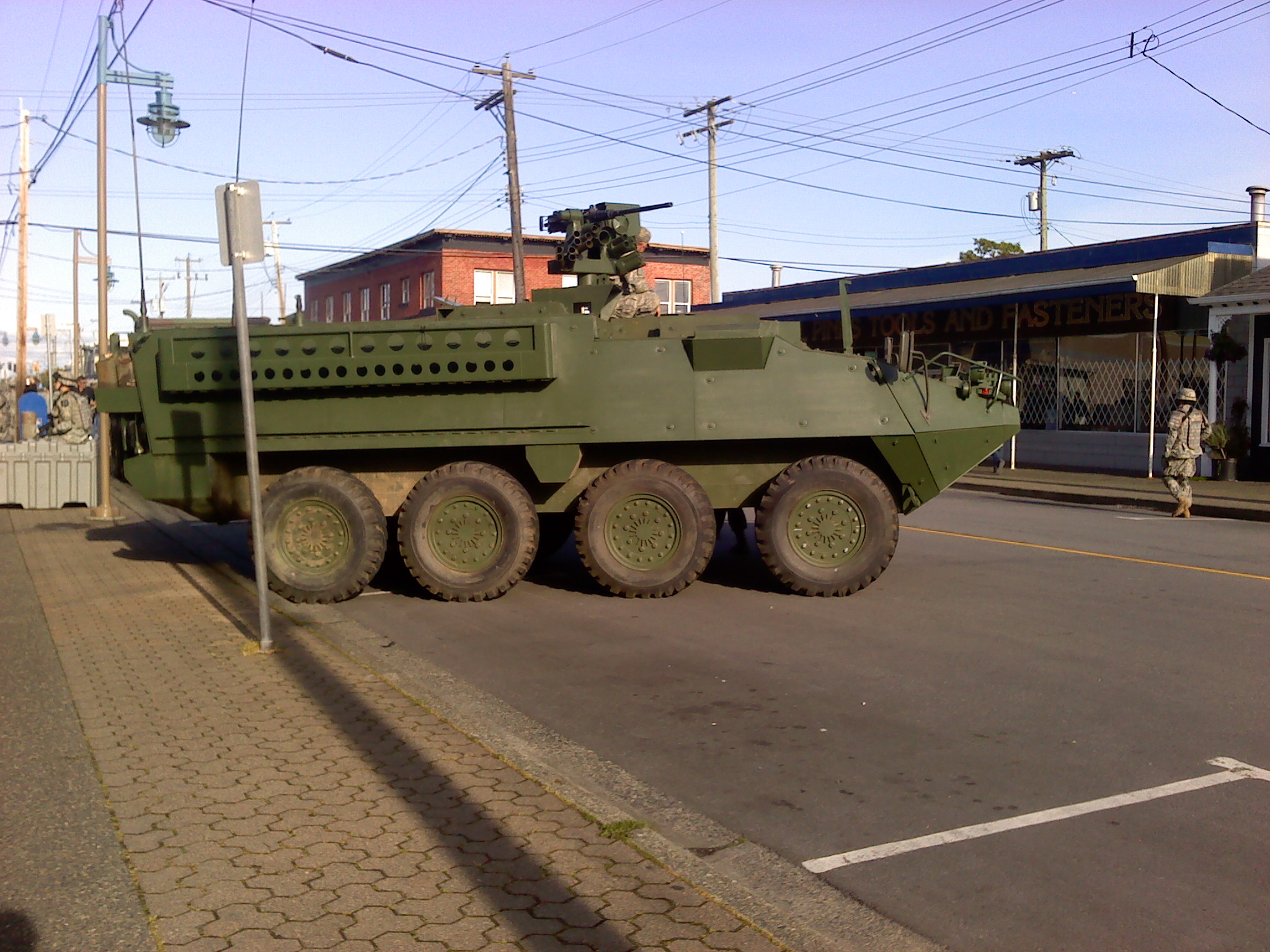
摄制期间停在里士满街头的木制美军装甲车斯特瑞克号

美国海军为本片贡献了三架美国海军航母：卡尔文森号、尼米兹号和罗纳德·里根号，同时美军在本片中担任第三方技术顾问。曾参与1998年版电影拍摄的美国海军陆战队，因片中出现海军人员而拒绝审核剧本。影片的军事技术顾问之一詹姆斯·德福少校，把泰勒-约翰逊送到了迷你训练营，以“确保他有良好的军事技能”。杰维尔亦帮助特技演员进行高海拔低空跳伞训练。

### 視覺效果
視覺效果由以『魔戒首部曲：魔戒現身』得到奧斯卡最佳視覺效果獎的Jim Rygiel擔任。
此外，使用的服裝與日本版有所不同，以繪製來捕捉哥吉拉的動作。

### 音樂
電影音樂由亚历山大·德斯普拉创作。此前他曾为《国王的演讲》、《奇幻逆缘》和两部《哈利·波特电影》配乐，没有为怪兽电影配乐的经验。电影原声带于2014年5月12日由WaterTower Music发行。
| 曲目表   | 曲目表             | 曲目表 |
| 曲序     | 曲目               | 时长   |
| -------- | ------------------ | ------ |
| 1.       | Godzilla!          | 2:08   |
| 2.       | Inside the Mines   | 2:25   |
| 3.       | The Power Plant    | 5:49   |
| 4.       | To Q Zone          | 2:55   |
| 5.       | Back to Janjira    | 5:59   |
| 6.       | Muto Hatch         | 3:13   |
| 7.       | In the Jungle      | 1:59   |
| 8.       | The Wave           | 3:04   |
| 9.       | Airport Attack     | 1:47   |
| 10.      | Missing Spore      | 3:57   |
| 11.      | Vegas Aftermath    | 3:22   |
| 12.      | Ford Rescued       | 1:23   |
| 13.      | Following Godzilla | 2:01   |
| 14.      | Golden Gate Chaos  | 2:51   |
| 15.      | Let Them Fight     | 1:38   |
| 16.      | Entering the Nest  | 3:01   |
| 17.      | Two Against One    | 4:15   |
| 18.      | Last Shot          | 1:58   |
| 19.      | Godzilla's Victory | 3:02   |
| 20.      | Back to the Ocean  | 3:40   |
| 总时长： | 总时长：           | 60:27  |

## 市場營銷

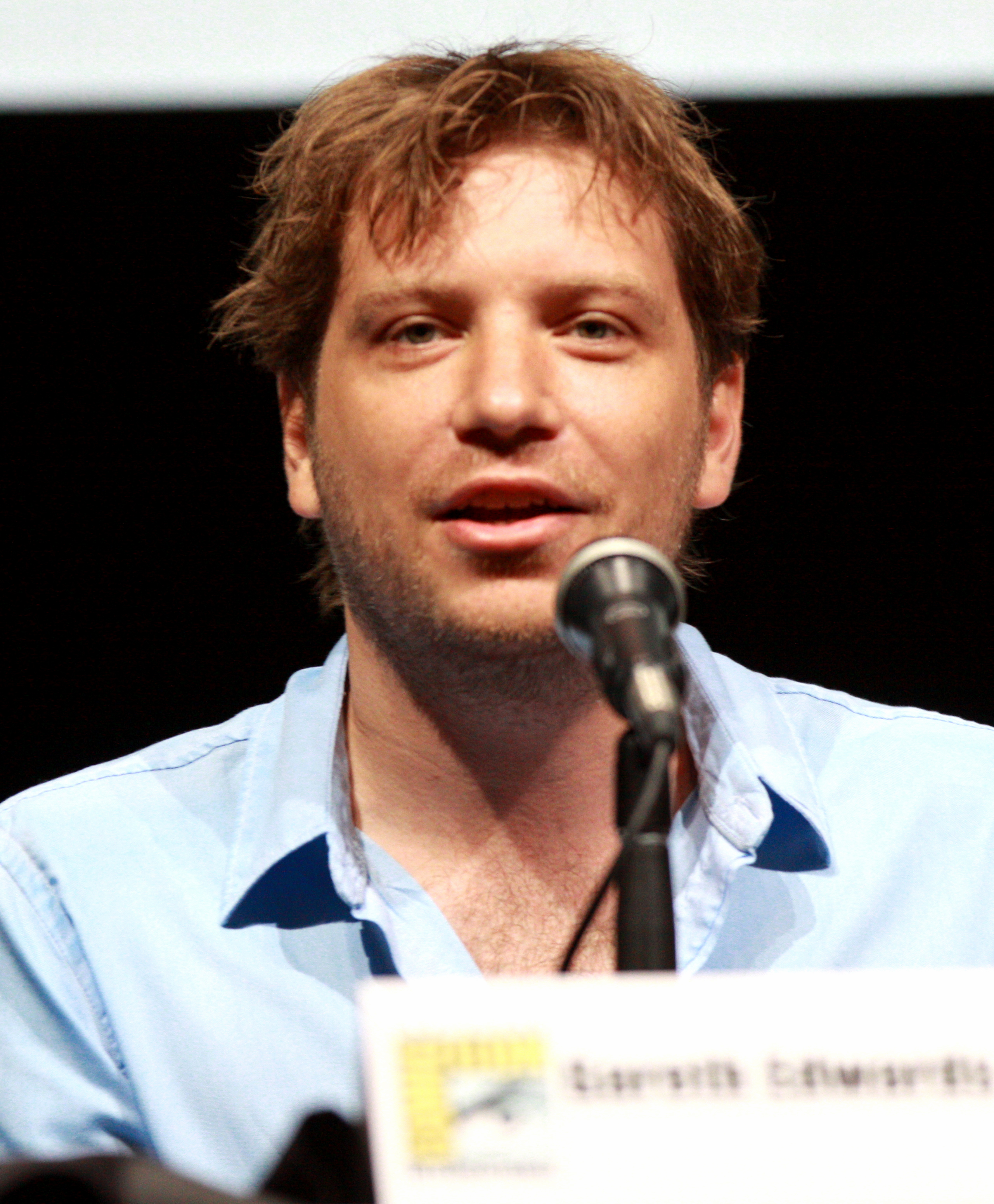
导演加雷斯·爱德华在2013年圣地亚哥国际动漫展上宣传本片

2012年7月，美國的聖地牙哥舉行的2012動漫展公開了1分鐘的剪接。播出後，導演爱德华說：「我們深知責任」，並評論：「(由哥斯拉的恐慌)如果實際起來變成怎樣，想繪製在現實中」。
2013年7月20日，2013年圣地亚哥国际动漫展舉行了『哥斯拉』的專題討論會，導演加雷斯·爱德华、演員亞倫·強森、伊麗莎白·奧爾森、布萊恩·克萊斯頓來到了現場，進行新畫面的公開以及回答粉絲的提問。爱德华說：「我認為壓力是自我強加的事情，因為，這正是我想做的事。我想這個作品希望成為東寶的哥斯拉的一部分。正是這個是真貨的哥斯拉電影」。並且，為了攝影向加拿大入境時，爱德华使用了“Nautilus”這個編碼名字，被入境審查官認為「製作絕對的怪異東西」，爱德华交談了20多分鐘的時間，談到了怎樣拍攝出好的哥吉拉電影。東寶也認為「繼承了過去『哥吉拉』電影的作品」。
2013年12月9日開設的網站公開了數個短片，同月11日公開了第1彈的預告。
2014年2月28日，德国的汉堡發表了20分鐘的開頭影片。參加的爱德华被提問到(1998年)的《酷斯拉》，斷言說：「那不是一部真的哥斯拉電影」。還有，爱德华在回答的最後說：「想看像哥斯拉一樣的怪獸電影，我不認為你想看到人的戰鬥」。
3月12日，西南偏南艺术节公開新的視頻畫面，播放結束後會場響起了拍手喝采。播放前向爱德华進行了採訪。爱德华在Facebook上進行了與愛好者的一問一答的交流。採訪時爱德华說：「優秀的SF作品都有個共通點，我覺得作品由兩個事物構成，一個是有趣。一個是觀眾想看到怪獸戰鬥的娛樂作品。隱藏故事背後涵義的那個(點)，說教不很悶傳達也很重要。為此需要在幾個視點敘說電影。」。
3月28日網站公開了登場人物的情報。

## 發行

### 评价
影片收获大多好评，爛番茄根據322條評論，獲得75%的新鮮度,
Metacritic上48家媒体综评62分，主要批评点指哥斯拉现身和打斗的片长有些短。Salon.com：“这在主流商业电影中是一部让人吃惊的电影，在高成本电影中也实现了某种突破，它就像斯皮尔伯格当年的《大白鲨》那样给人以震撼和回味。” 《达拉斯早报新闻》：“必须承认，这部电影给人带来了超强的震撼，哥斯拉是『金刚』之后最令人瞠目结舌的庞然大物。” 《好莱坞报道者》：“这是一部考验怪兽和人类的电影，惊心动魄之后能给人带来无尽的反思。

### 票房
北美方面，首周末收获9320万美元列首位，创造美国影史灾难片首映周末票房第一、原创生物题材电影首映周末票房第一、CGI角色电影首映周末票房第一多项历史记录。次周末收3143万居亚军；第三周末收1223万列第四；第四周末收595万列第六，北美累计2.007亿。
中国大陆方面，首周三天收2.35亿人民币居冠，次周入账2.015亿蝉联冠军，第三周收4800万列第四，但之後《變形金剛4：絕跡重生》上映，場次被砍到剩不到2%，幾乎等同下檔，完整上映時間不到14天，總票房約4.87億人民幣，為2014上半年中國票房第8名。最終全球票房為5.25億美金。
台灣方面，首週三天票房為新台幣1億87萬元；次週票房累計至新台幣1.83億元；第三週票房累計至近新台幣2.11億元；第四週票房累計至新台幣2.22億元；最終全台票房為新台幣2.28億元。
| 上一届： 《邻居大战》                  | 2014年美國週末票房冠軍 第20周    | 下一届： 《X戰警：未來昔日》       |
| 上一届： 《破壞之繭與蒂安希》          | 2014年日本週末票房冠軍 第30周    | 下一届： 《神劍闖江湖 京都大火篇》 |
| 上一届： 《蜘蛛人驚奇再起2：電光之戰》 | 2014年台北週末票房冠軍 第20周    | 下一届： 《X戰警：未來昔日》       |
| 上一届： 《蜘蛛俠2：決戰電魔》         | 2014年香港一週票房冠軍 第20週    | 下一届： 《X戰警：未來昔日》       |
| 上一届： 《明日边缘》                  | 2014年中国一周票房冠军 第24-25周 | 下一届： 《變形金剛4：絕跡重生》   |

## 續集
導演愛德華表示，這部《哥斯拉》是一部有明確結局的獨立電影，但不反對開拍續集，並有興趣以《怪獸總進擊》的概念來拍攝。於2013年WonderCon上，葛雷摩·戴托羅表示他想讓《哥斯拉》和《環太平洋》交叉結合，以打造另一個傳奇影業怪獸世界觀，這不是不可能，但计划上仍未定案。
2014年5月22日，傳奇影業的高管證實，哥吉拉將推出三部曲的電影計劃，並皆由愛德華負責。
傳奇影業後來宣布，馬克斯·博倫斯坦將回歸寫劇本，而續集將於2018年6月8日上映。
哥吉拉將與新一代金剛的世界觀合併，成為《哥吉拉-金剛電影宇宙》。首集金剛電影《金剛：骷髏島》於2017年上映，《哥斯拉2》是2019年，兩者在2021年的《哥吉拉大戰金剛》同時登場。
後來，愛德華退出執導續集的計劃，因他剛執導完《星際大戰外傳：俠盜一號》，所以下一部作品不太想再執導大預算的電影。2016年10月，麥可·道格堤接手擔任續集的導演和編劇。2016年12月，宣布續集定名為《哥吉拉 II 怪獸之王》（Godzilla: King of Monsters）。